# Noordelijke effen xenops
De noordelijke effen xenops (Xenops mexicanus, synoniem Xenops genibarbis) is een zangvogel uit de familie Furnariidae (ovenvogels). Eerder werd deze vogel beschouwd als een ondersoort van de effen xenops (X. genibarbis).

## Verspreiding en leefgebied
Deze soort komt voor van Mexico tot Venezuela en Peru en telt vijf ondersoorten:
- X. g. mexicanus: van zuidelijk Mexico tot Honduras.
- X. g. ridgwayi: van Nicaragua tot centraal Panama.
- X. g. littoralis: van oostelijk Panama en noordelijk Colombia tot westelijk Ecuador en noordwestelijk Peru.
- X. g. olivaceus: noordoostelijk Colombia.
- X. g. neglectus: noordoostelijk Colombia en noordelijk Venezuela.